# Populační vývoj v archeologii
Populační studia v archeologii zkoumají a zaměřují se na vývoj populace v historických etapách lidstva od pravěku po současnost, zejména pak na větší skupiny lidí či celé populace a demografickou archeologii (odhady z archeologických dat různých aspektů populace, např. velikost, hustota, růst). Související metodou je paleodemografie (studium lidské demografie ve starověku a prehistorii), která se zaměřuje na studium kosterních pozůstatků k odhadu parametru populace (míra plodnosti a úmrtnosti, délka života).

## Hluboká prehistorie
Obecně platí, že důvěra odhadů na historickou světovou populaci klesá tím víc, čím hlouběji do minulosti odhad spadá. Spolehlivé údaje o populaci jsou staré teprve dvě až tři poslední století. Publikované odhady pro 1. století naznačují nejistotu 50 % (odhaduje se mezi 150 a 330 miliony). Některé odhady rozšiřují svou časovou osu na hlubokou prehistorii do „10 000 př. n. l.“, tj. na počátku holocénu, kdy se odhad světové populace pohyboval zhruba v rozmezí od jednoho do deseti milionů. Odhady pro ještě hlubší prehistorii do paleolitu mají jinou povahu. V tomto okamžiku lidská populace sestávala výlučně z nesadentárních populací lovců a sběračů, s anatomicky moderními lidmi existujícími vedle archaických lidských druhů. Odhady velikostí těchto populací jsou tématem paleoantropologie.

## Postupy
Velikost populace a hustotu obyvatelstva lze odhadnout z archeologických důkazů. Existují dva základní přístupy: odvodit data z údajů o vypořádání založené na vztahu mezi velikostí skupiny a celkovou plochou (zastřešenou plochou, objemem pozemku), nebo posoudit bohatství konkrétního životního prostřední (živočišné a rostlinné zdroje) pro každou sezónu a kolik lidí mohlo být podporováno na určité úrovni technologie („únosnost prostředí“).
Jedním ze způsobů je například nejslavnější rovnice kanadského antropologa Raoula Narolla, která říká, že populace prehistorického města se rovná jedné desetině celkové rozlohy v m2. Později musely být zohledněny i změny v prostředí obydlí. Další Narollovy rovnice jsou již přímo pro jednotlivé oblasti.
Dalším způsobem odhadu populace může být z četnosti artefaktů nebo množství potravin, ačkoliv tyto předpoklady závisí na mnoha faktorech. S moderními metodami a technologiemi lze odhady populací realizovat i díky mimoarcheologickým vědám nejčastěji z řad přírodních věd, například pomocí molekulární genetiky.
Agent Based Modelling (ABM) představuje zvláštní segment počítačového modelování. Používá se v širokém spektru disciplín v přírodních a společenských vědách pro velmi odlišné výzkumné otázky. K archeologickým vědám se začala využívat na počátku 90. let 20. století. V těch modelováním přispívá k objasnění pravěké sociální interakce, vzniku sociální složitosti, vývoji společenského života a mnoha dalším faktorům.
Vývoj světové populace v číslech
| Rok              | Svět (v milionech) |
| 70 000 př. n. l. | < 0,015            |
| 10 000 př. n. l. | 1                  |
| 4 000 př. n. l.  | 20                 |
| 1 000 př. n. l.  | 50                 |
| 1                | 200                |
| 1000             | 310                |
| 1750             | 791                |
| 1850             | 1262               |
| 1900             | 1650               |
| 1950             | 2519               |
| 1960             | 2982               |
| 1970             | 3692               |
| 1980             | 4435               |
| 1990             | 5263               |
| 2000             | 6070               |
| 2005             | 6454               |
| 2010             | 6,779              |

Předpokládaný vývoj (v milionech)
|                            | r. 2000 | r. 2025 | r. 2050  |
| Afrika                     | 800     | 1355    | 1994     |
| Severní Amerika            | 306     | 387     | 462      |
| Latinská Amerika + Karibik | 518     | 700     | 797      |
| Asie                       | 3684    | 4739    | 5277     |
| Evropa                     | 728     | 717     | 665      |
| Svět celkem                | 6067    | 7940    | 9243 [7] |